# Mzansi Tour
El Mzansi Tour és una competició ciclista per etapes que es disputà a Sud-àfrica el 2013 i 2014 La cursa formà part de l'UCI Africa Tour, amb una categoria 2.2. El primer vencedor fou Robert Hunter.

## Palmarès
| Any  | Vencedor                   | Segon             | Tercer            |
| ---- | -------------------------- | ----------------- | ----------------- |
| 2013 | Robert Hunter              | Julien Antomarchi | Fortunato Baliani |
| 2014 | Jacques Janse Van Rensburg | Louis Meintjes    | Merhawi Kudus     |